# دانش آموز سال آخری
دانش آموز سال آخری (انگلیسی: Senior Year) یک فیلم کمدی آمریکایی محصول ۲۰۲۲ به کارگردانی الکس هاردکاسل (در اولین کارگردانی فیلم بلند خود) بر اساس فیلمنامه‌ای از اندرو کنائر، آرتور پیلی و براندون اسکات جونز است. در این فیلم ربل ویلسون (که تهیه‌کننده هم بود) نقش زنی ۳۷ ساله را بازی می‌کند که از یک کمای ۲۰ ساله بیدار می‌شود و تصمیم می‌گیرد برای گرفتن دیپلم خود به دبیرستان برگردد. سم ریچاردسون، زوئی چائو، مری هالند، جاستین هارتلی، کریس پارنل، انگوری رایس، مایکل چیمینو، جرمی ری تیلور، جونز و آلیشیا سیلورستون نیز در این فیلم ایفای نقش کرده‌اند. این فیلم در ۱۳ می ۲۰۲۲ توسط نتفلیکس منتشر شد و نقدهای منفی منتقدان را دریافت کرد.